# Valentina Fiorin
Valentina Fiorin (Dolo , Veneto, 9 de outubro de 1984) é uma jogadora de voleibol italiana. Em 1999 ela iniciou a carreira profissional no Petrarca Sartori Padova. Atualmente ela joga no Pallavolo Scandicci.